# Dyspetes luteomarginatus

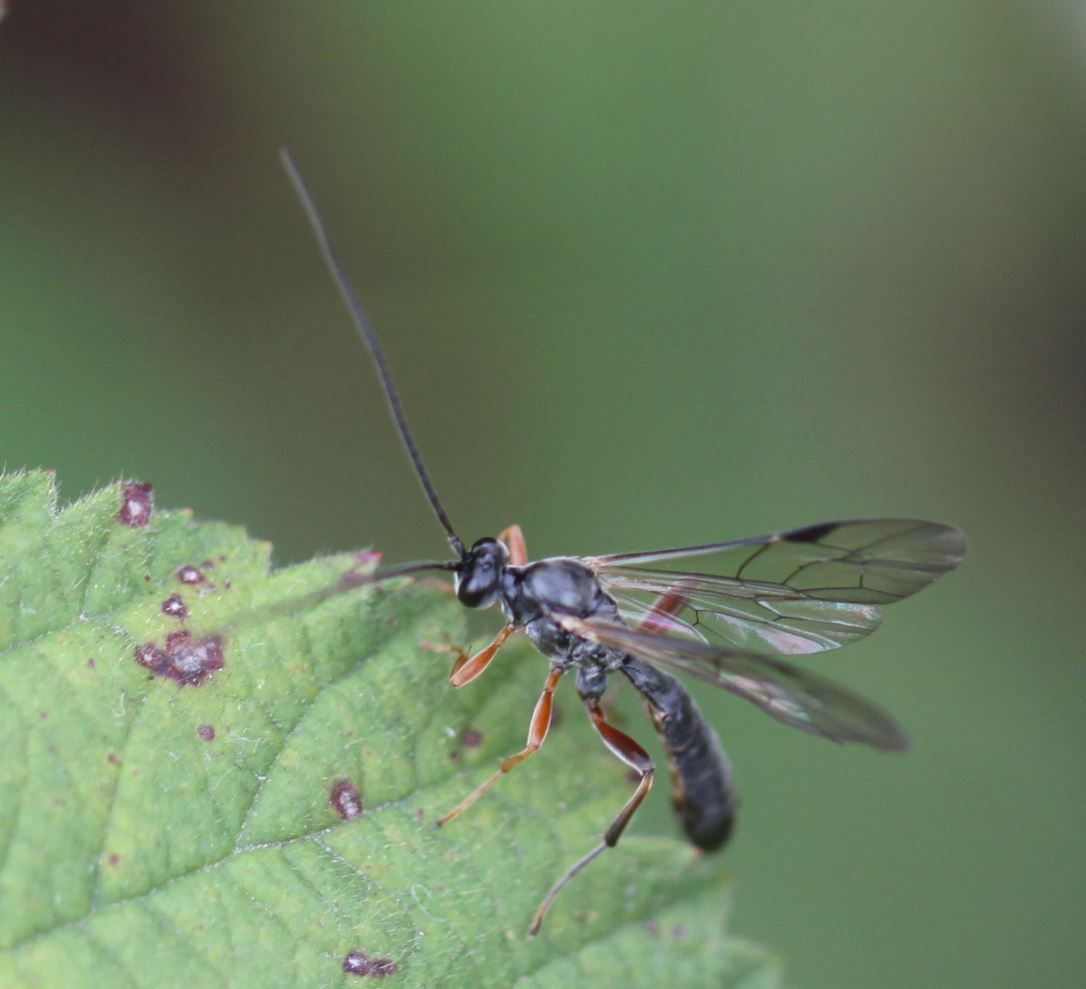
Männchen

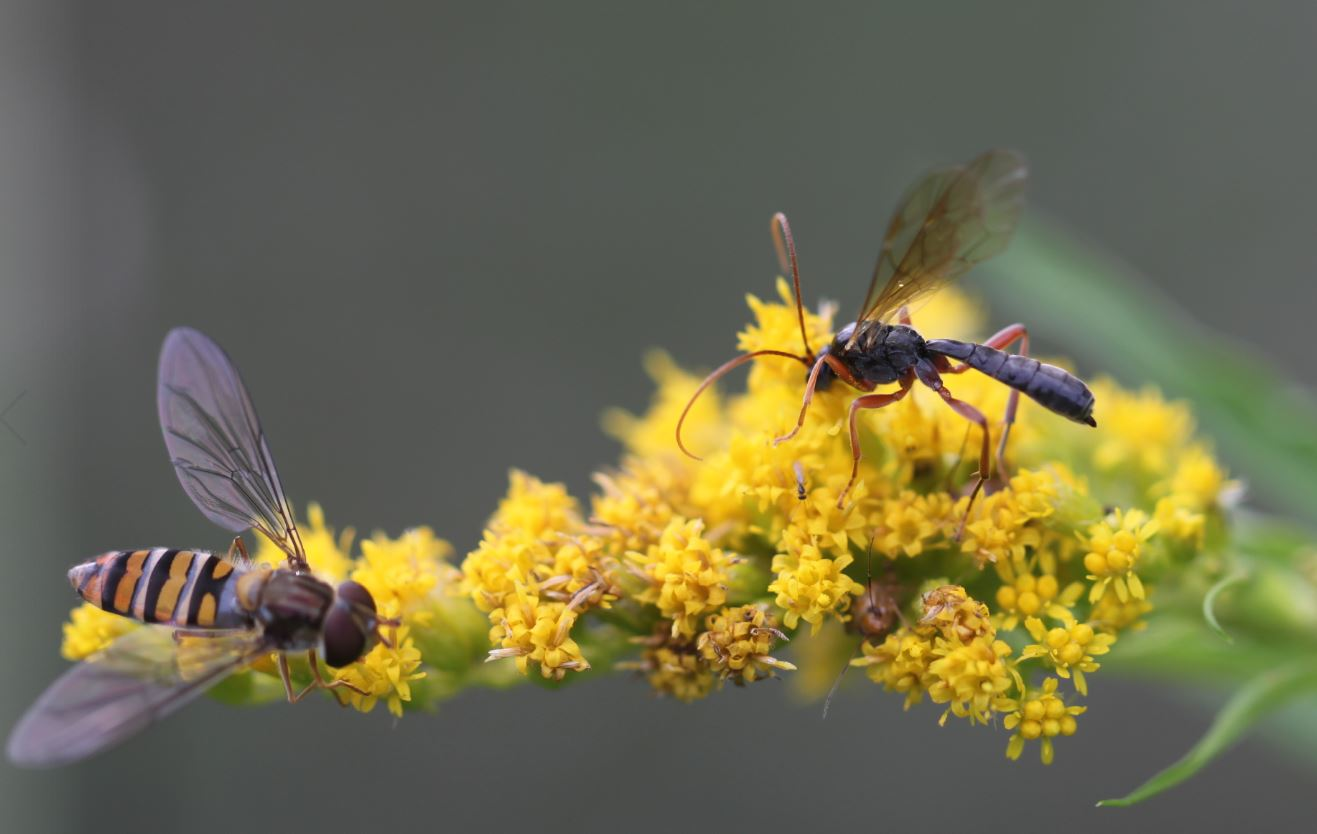
Links eine Hainschwebfliege, rechts eine weibliche Schlupfwespe

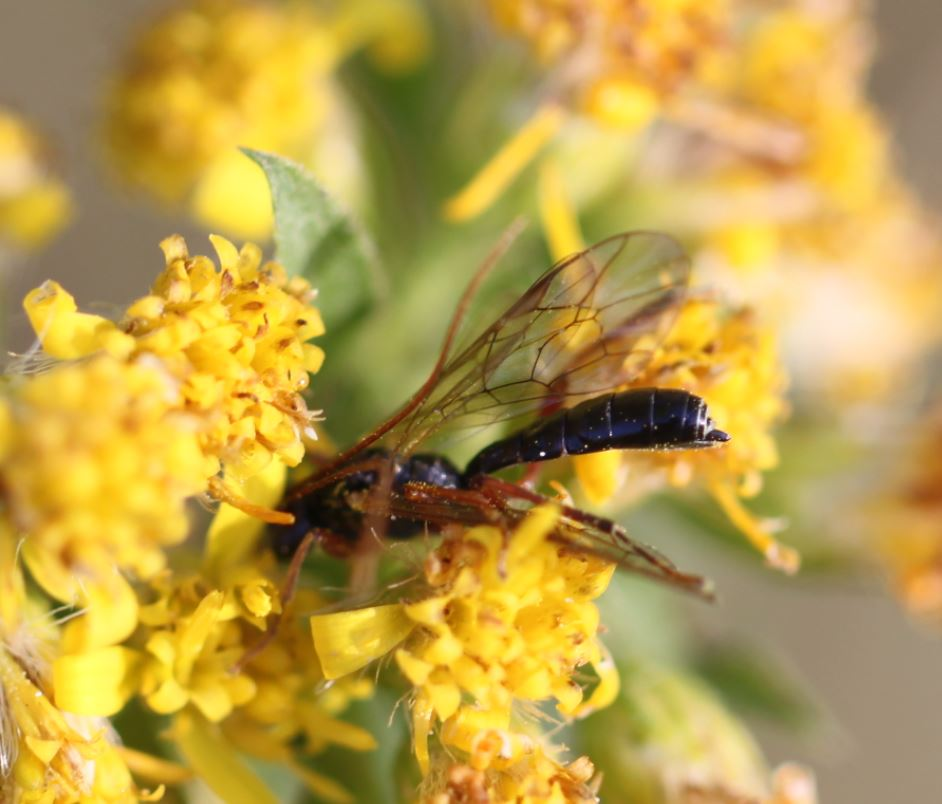
Weibchen; Flügeladerung und Hinterleib mit Ovipositor

Dyspetes luteomarginatus ist eine Schlupfwespe aus der Unterfamilie der Tryphoninae. Das Art-Epitheton setzt sich aus den lateinischen Begriffen luteus („gelb“) und marginalis („gerandet“) zusammen.

## Merkmale
Die mittelgroßen Schlupfwespen erreichen Größen von 7–11 mm bei den Männchen sowie 6–9 mm bei den Weibchen. Kopf, Thorax und Hinterleib der Schlupfwespen sind schwarz. Die Beine sind rotgelb. Insbesondere bei den Männchen können die hinteren Beine zum Teil verdunkelt sein. Die Fühler sind bei den Männchen dunkelbraun bis schwarz, bei den Weibchen rot. Das Weibchen besitzt einen sehr kurzen, aber sichtbaren Legestachel (Ovipositor). Die Flügeladerung ist geschlechtsspezifisch. Die Männchen besitzen ein dunkles Flügelmal, die Weibchen ein rotgelbes. Die Vorderflügel weisen eine vierseitige kleine Zelle (Areolet) auf. An den Adern befinden sich charakteristische weiße Flecke.

## Ähnliche Arten
Dyspetes arrogator ist ähnlich, aber kleiner. Außerdem ist die Art aufgrund ihrer Erscheinungszeit im Frühjahr in der Natur nicht mit Dyspetes luteomarginatus zu verwechseln.

## Verbreitung
Dyspetes luteomarginatus ist in Europa weit verbreitet. Das Vorkommen reicht von Fennoskandinavien bis in den Mittelmeerraum. Auf den Britischen Inseln ist die Art ebenfalls vertreten.

## Lebensweise
Die Schlupfwespen beobachtet man typischerweise in Heckenbiotopen. Die Flugzeit der Schlupfwespen dauert von Juli bis Oktober. Insbesondere in den Herbstmonaten begegnet man den Schlupfwespen an Blüten, beispielsweise an Goldruten. Zu den Wirtsarten der Schlupfwespen zählen verschiedene Pflanzenwespen (Argidae und Tenthredinidae). Zu diesen gehören Arge rustica und Aglaostigma fulvipes sowie Vertreter der Gattungen Tenthredo und Tenthredopsis. Das Weibchen platziert ein Ei an der Afterraupe. Die geschlüpfte Schlupfwespenlarve parasitiert ihre Wirtslarve.

## Taxonomie
In der Literatur finden sich folgende Synonyme:
- Dyspetus fracticeps Townes & Townes, 1950
- Dyspetes praerogator (Thomson, 1883)